# Diecezja Cornélio Procópio
Diecezja Cornélio Procópio (łac. Dioecesis Procopiensis) – diecezja Kościoła rzymskokatolickiego w Brazylii. Należy do metropolii Londrina, wchodzi w skład regionu kościelnego Sul 2. Została erygowana przez papieża Pawła VI bullą Votis et precibus w dniu 26 maja 1973.